# 高雄市公車明誠幹線
高雄市公車明誠幹線（紅33），由南台灣客運營運。起點為先勝路口，終點為臺鐵鳳山站。

## 歷史
- 2013年12月30日：配合「棋盤式幹線公車先導計畫」政策，紅33更名為「明誠幹線」。
- 2014年4月28日：新增「南屏路」站。
- 2014年10月1日：取消停靠「建國路口」站。
- 2015年2月16日：新增「八德路一（鳳松路口）」站。
- 2016年1月1日：試辦起訖點原為「中華藝校」延駛至「美術東五路」。
- 2016年4月15日：試辦延駛「美術東五路」站，因搭乘率不佳，取消延駛並恢復為原路線行駛。
- 2018年4月23日：試辦中華藝校6:20及6:35發車班次繞駛美術館三路。
- 2018年7月23日：試辦平日清晨兩班次繞駛美術館三路搭乘率不佳，恢復原路線及班次行駛。
- 2019年9月18日：新增「臺鐵美術館站（青海路）」。
- 2019年12月15日：起訖點原為「美術館（中華藝校）」調整至「市立聯合醫院（美術東四路）」。
- 2021年5月17日：起訖點原為「市立聯合醫院（美術東四路）」調整至「臺鐵內惟站」，途中增設「高雄市立美術館」、「紐約57街」（單向）站，裁撤「市立聯合醫院（美術東四路）」站。
- 2022年8月15日：起訖點原為「鳳山商工」調整至「臺鐵鳳山站」，途中增設「鳳山商工」、「臺鐵鳳山站」、「北門」、「建國新城（鳳松路口）」、「建國新城（文衡路口）」站，裁撤「建國路口（鳳松路）」、「八德路一（鳳松路口）」、「八德路」、「文山里」、「文山國小」站。
- 2023年11月1日：起訖點原為「臺鐵內惟站」調整至「左營南站」，途中增設「海青工商」、「果貿社區」、「前鋒社區」、「銘傳路口（九如四路）」站，裁撤「臺鐵內惟站」、「紐約57街」、「美術館（明誠四路）」、「九如四路口（逢甲路）」站，「葆禎路口」至「高雄市立美術館」站間乘車順序則相互交換。
- 2025年2月3日：起訖點原為「左營南站」調整至「先勝路口」，去程增設「介壽路（左營海軍軍區）」，返程則增設「必勝路」、「先鋒路」、「介壽路口」站，返程裁撤「海青工商」、「崇實新村（左營南站）」。

## 停站
參見右側路線圖